# مسواکوویتسه
مسواکوویتسه (به لاتین: Mysłakowice) یک روستا در لهستان است که در گمینا مسواکوویتسه واقع شده‌است. مسواکوویتسه ۵٬۱۰۰ نفر جمعیت دارد.